# Асиспори (крепость)
Асиспори (тур. Ersis Kalesi, Kılıçkaya Köyü Kalesi) — крепостное сооружение, расположенное на территории современной Турецкой Республики, в иле Артвин, в районе Юсуфели. Крепость находится в 26 километрах от города Юсуфели, над селением Кылычкая, на расстоянии около 4 км к югу от центра села. Расположена на высоте 1995 метров над уровнем моря. Благодаря такому расположению, крепость считается одной из труднодоступных в регионе. У подножия сооружения установлена информационная табличка на трёх языках — турецком, английском и грузинском , где указано, что крепость была построена грузинами.

## Топоним
Этимология названия «Асиспори» точно не установлена, однако оно подтверждено в средневековых исторических источниках. Упоминания крепости встречаются в «Летопись Картли» при описании событий VIII века, а также в трудах грузинского историка XVIII века Вахушти Багратиони. Асиспори упоминается и у историка царя Давида Строителя.
Согласно «Армянской географии» VII века, территория Тао подразделялась на несколько областей, одна из которых именовалась «Арсеац-пор» — идентифицируемая с Асиспори. Позднее, после установления османского владычества, название приобрело турецкую форму — Эрисис/Арсис. С 1928 года местность известна под названием Кылычкая.

## Описание крепости
Асиспори представляет собой труднодоступную крепость, построенную на вершине скалистого хребта. План сооружения обусловлен рельефом местности. Общая площадь укреплений составляет около 400 м². Благодаря естественным природным барьерам крепость была весьма сложно доступной для захвата.
До наших дней дошли руины главной башни (донжона), фрагменты крепостной стены и остатков хозяйственных построек. Некоторые элементы сохранились лучше других, часть сильно разрушена. Крепость была выстроена из колотого камня с использованием известкового раствора.